# MADE World Tour
Big Bang MADE 2015-16 World Tour là chuyến lưu diễn thế giới thứ hai của ban nhạc nam Hàn Quốc Big Bang nhằm quảng bá cho album MADE (2015). Các buổi diễn tại châu Á được thông báo vào tháng 4 năm 2015. MADE Tour đi qua 15 quốc gia trong đó có Trung Quốc, Nhật Bản và Hoa Kỳ. Chuyến lưu diễn kết thúc vào tháng 3 năm 2016 và đã thu hút trên 1,5 triệu người tới xem.

## Bối cảnh

Poster thứ hai của MADE Tour 2015

Chuyến lưu diễn được thông báo trên Twitter của YG Entertainment vào ngày 1 tháng 4 năm 2015: Hai buổi biểu diễn đầu như thường lệ sẽ được tổ chức tại Nhà thi đấu Thể dục dụng cụ Olympic vào hai ngày 25 và 26 tháng 4 và được Naver tài trợ. Vào ngày 16 tháng 4, trailer đầu tiên của MADE World Tour được đăng tải trên kênh YouTube của Big Bang. Buổi quay phim cho trailer được thực hiện tại Los Angeles trong vòng 4 ngày. Bài hát trong trailer do Kush và Seo Won Jin sản xuất, còn G-Dragon viết lời. Vào ngày 27 tháng 4, phần còn lại của tour diễn tại châu Á được công bố với tổng cộng 30 buổi biểu diễn mới và kéo dài sang năm 2016.
Chuyến lưu diễn cũng thông báo đội ngũ nhân sự sẽ tham gia tổ chức tour, trong đó có Leroy Bennett, Ed Burke, Gil Smith II và Jonathan Lia. Đây cũng là những nhân vật chủ chốt trong chuyến lưu diễn On The Run Tour của Beyoncé và Jay-Z.
Vào ngày 10 tháng 7, thêm 7 buổi diễn nữa được xác nhận sẽ diễn ra tại México, Úc, Trung Quốc và Đài Loan. Vào ngày 31 tháng 7, hai buổi diễn được thêm vào tại Ma Cao. Vào ngày 11 tháng 8 năm 2015 buổi diễn thứ ba tại Úc được thêm vào tour diễn, đồng thời buổi diễn tại Diên Cát, Trung Quốc vào ngày 16 tháng 8 phải bị hủy bỏ.

## Diễn biến thương mại

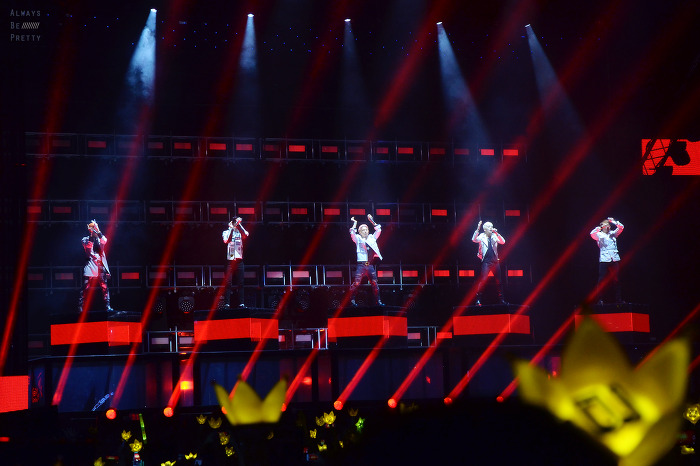
Big Bang biểu diễn tại Đại Liên, Trung Quốc

Buổi diễn mở màn tour diễn tại Seoul bán hết 26.000 vé trực tuyến chỉ trong vài phút khiến hệ thống các máy chủ tại Hàn Quốc ngưng hoạt động. Các suất xem tại Quảng Châu, Bắc Kinh, Thượng Hải, Đại Liên và Vũ Hán, thu hút trên 112.000 người hâm mộ trong 9 show diễn. Ba buổi diễn tại Hồng Kông cũng hoàn toàn sạch vé. Vé cũng được bán hết tại Singapore khiến ban tổ chức phải phát ra một lượng vé nghe. Buổi diễn tại Malaysia ban đầu được thông báo sẽ diễn ra vào ngày 25 tháng 7 năm 2015. Tuy nhiên vào ngày 17 tháng 5 năm 2015 hàng trăm người hâm mộ xếp hàng tại Quill Mall giúp vé bán hết chỉ trong vài giờ, khiến nhóm phải tăng thêm một buổi diễn nữa vào ngày 24 tháng 7 để đáp ứng nhu cầu tăng cao.
Tour diễn tại Mỹ nằm trong danh sách "Top 200 North American Tours" của Pollstar ở vị trí 126 với doanh thu 7,8 triệu đôla trong 4 buổi diến..

## Truyền hình trực tuyến
Vào ngày 2 tháng 12 năm 2014 YG Entertainment tổ chức buổi họp báo tại Hồng Kông để công bố sự cộng tác giữa YG Entertainment và QQ Music của Tencent. Vào ngày 21 tháng 6 năm 2015, Tencent QQ thông báo sẽ độc quyền tổ chức một buổi truyền hình trực tuyến cho buổi diễn cuối cùng tại Thượng Hải. Buổi diễn thu hút 318 triệu lượt xem và trở thành buổi diễn được lượng theo dõi nhiều nhất trong lịch sử. Vào ngày 25 tháng 10 năm 2015, buổi phát trực tuyến thứ hai được thực hiện tại show ở Ma Cao, thu hút trên 975.000 lượt truy cập trên QQ Music.
Buổi diễn cuối cùng ở Hàn Quốc được chiếu trực tiếp trên các trang của Tencent và V App Naver, với sáu góc camera để người xem theo dõi từng nghệ sĩ hoặc cả nhóm. Chỉ riêng tính riêng trên trang V App Big Bang đã có 3,62 triệu lượt theo dõi để trở thành buổi diễn thu hút lượng xem lớn nhất tại Hàn Quốc.

## Kỉ lục

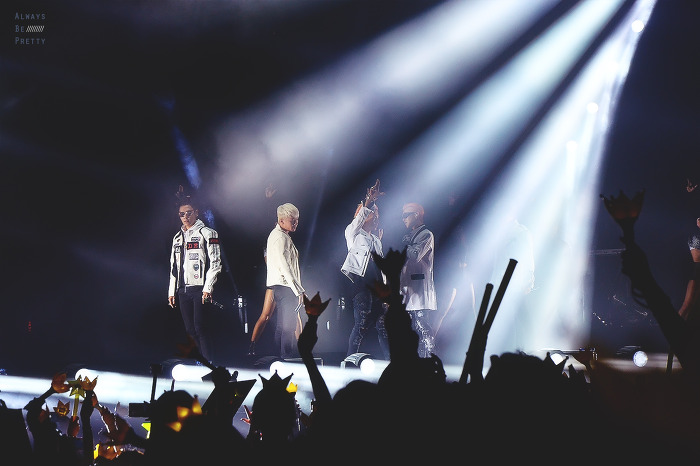
Made Tour tại Đại Liên ngày 27 tháng 6 năm 2015.

Kể từ khi chuyến lưu diễn bắt đầu, Big Bang đã phá vỡ một số kỉ lục:
- Nghệ sĩ nước ngoài đầu tiên tổ chức ba chuyến lưu diễn mái vòm liên tiếp tại Nhật Bản.[32]
- Nghệ sĩ nước ngoài đầu tiên tổ chức ba buổi diễn liên tiếp tại Shanghai Arena của Trung Quốc.[20]
- Nghệ sĩ Hàn Quốc đầu tiên tổ chức hai buổi diễn trong một tour diễn tại Kuala Lumpur.[24]
- Nghệ sĩ nước ngoài đầu tiên hai lần tổ chức ba buổi diễn tại Hồng Kông.[33]
- Buổi diễn có giá vé đắt nhất lịch sử tại Malaysia.[34]

## Danh sách bài hát biểu diễn
1. "Fantastic Baby"
2. "Tonight"
3. "Stupid Liar"
4. "Haru Haru"
5. "How Gee"
6. "Feeling"
7. "Loser"
8. "Blue"
9. "Bad Boy"
10. "Cafe"
11. "Lies"
12. "Strong Baby" (Seungri)
13. "Let's Talk About Love" (Seungri hợp tác với G-Dragon & Taeyang)
14. "Wings" (Daesung)
15. "Doom Dada" (T.O.P)
16. "Eyes, Nose, Lips" (Taeyang)
17. "Good Boy" (G-Dragon & Taeyang)
18. "Crooked" (G-Dragon)
19. "Bae Bae"
20. "Last Farewell"

Encore
1. "Hands Up"
2. "Heaven"
3. "Bae Bae"
4. "Fantastic Baby"
5. "Loser"

1. "Bang Bang Bang"
2. "Tonight"
3. "Stupid Liar"
4. "Haru Haru"
5. "How Gee"
6. "Feeling"
7. "Loser"
8. "Blue"
9. "Bad Boy"
10. "Cafe"
11. "Lies"
12. "Strong Baby" (Seungri)
13. "Let's Talk About Love" (Seungri hợp tác với G-Dragon & Taeyang)
14. "Wings" (Daesung)
15. "Doom Dada" (T.O.P)
16. "Eyes, Nose, Lips" (Taeyang)
17. "Good Boy" (G-Dragon & Taeyang)
18. "Crooked" (G-Dragon)
19. "Bae Bae"
20. "Fantastic Baby"

Encore
1. "We Like 2 Party"
2. "Hands Up"

Re-Encore
1. Lựa chọn bất kì
2. "Fantastic Baby"

1. "Bang Bang Bang"
2. "Tonight"
3. "Stupid Liar"
4. "Haru Haru"
5. "Loser"
6. "Blue"
7. "Bad Boy"
8. "If You"
9. "Lies"
10. "Strong Baby" (Seungri)
11. "Let's Talk About Love" (Seungri hợp tác với G-Dragon và Taeyang)
12. "Wings" (Daesung)
13. "Doom Dada" (T.O.P)
14. "Eyes, Nose, Lips" (Taeyang)
15. "Good Boy" (G-Dragon & Taeyang)
16. "Crooked" (G-Dragon)
17. "Sober"
18. "Bae Bae"
19. "Fantastic Baby"
20. "We Like 2 Party"
21. "Hands Up"

Encore (không cố định, đây là phần encore ngày thứ 2 tại Singapore)
1. "Bang Bang Bang"
2. "Good Boy"
3. "Bae Bae"

1. "Bang Bang Bang"
2. "Tonight"
3. "Stupid Liar"
4. "Haru Haru"
5. "Loser"
6. "Blue"
7. "Bad Boy"
8. "If You"
9. "Lies"
10. "Strong Baby" (Seungri)
11. "Let's Not Fall in Love"
12. "Wings" (Daesung)
13. "Doom Dada" (T.O.P)
14. "Eyes, Nose, Lips" (Taeyang)
15. "Zutter" (G-Dragon & T.O.P)
16. "Good Boy" (G-Dragon & Taeyang)
17. "Crooked" (G-Dragon)
18. "Sober"
19. "Bae Bae"
20. "Fantastic Baby"

1. "Bang Bang Bang"
2. "Tonight"
3. "Stupid Liar"
4. "Haru Haru"
5. "Loser"
6. "Blue"
7. "Bad Boy"
8. "If You"
9. "Strong Baby" (Seungri)
10. "Wings" (Daesung)
11. "Doom Dada" (T.O.P)
12. "Eyes, Nose, Lips" (Taeyang)
13. "Zutter" (G-Dragon & T.O.P)
14. "Good Boy" (G-Dragon & Taeyang)
15. "Crooked" (G-Dragon)
16. "Sober"
17. "Bae Bae"
18. "Fantastic Baby"
19. "We Like to Party"

Encore
1. "Let Me Hear Your Voice"
2. "My Heaven"

1. "Bang Bang Bang"
2. "Tonight"
3. "Stupid Liar"
4. "Haru Haru"
5. "Loser"
6. "Blue"
7. "Bad Boy"
8. "If You"
9. "Strong Baby" (Seungri)
10. "Wings" (Daesung)
11. "Doom Dada" (T.O.P)
12. "Eyes Nose Lips" (Taeyang)
13. "Zutter" (G-Dragon & T.O.P)
14. "Good Boy" (G-Dragon & Taeyang)
15. "Crooked" (G-Dragon)
16. "Sober"
17. "Bae Bae"
18. "Fantastic Baby"

## Ngày diễn
| Ngày                 | Thành phố        | Quốc gia    | Địa điểm                                        | Số lượng khán giả |
| Châu Á               | Châu Á           | Châu Á      | Châu Á                                          | Châu Á            |
| -------------------- | ---------------- | ----------- | ----------------------------------------------- | ----------------- |
| 25 tháng 4 năm 2015  | Seoul            | Hàn Quốc    | Nhà thi đấu Thể dục dụng cụ Olympic             | 26.000            |
| 26 tháng 4 năm 2015  | Seoul            | Hàn Quốc    | Nhà thi đấu Thể dục dụng cụ Olympic             | 26.000            |
| 30 tháng 4 năm 2015  | Quảng Châu       | Trung Quốc  | Nhà thi đấu Quốc tế Quảng Châu                  | 24.000            |
| 31 tháng 5 năm 2015  | Quảng Châu       | Trung Quốc  | Nhà thi đấu Quốc tế Quảng Châu                  | 24.000            |
| 6 tháng 6 năm 2015   | Bắc Kinh         | Trung Quốc  | Trung tâm MasterCard                            | 23.000            |
| 7 tháng 6 năm 2015   | Bắc Kinh         | Trung Quốc  | Trung tâm MasterCard                            | 23.000            |
| 12 tháng 6 năm 2015  | Hồng Kông        | Trung Quốc  | AsiaWorld–Arena                                 | 36.000            |
| 13 tháng 6 năm 2015  | Hồng Kông        | Trung Quốc  | AsiaWorld–Arena                                 | 36.000            |
| 14 tháng 6 năm 2015  | Hồng Kông        | Trung Quốc  | AsiaWorld–Arena                                 | 36.000            |
| 19 tháng 6 năm 2015  | Thượng Hải       | Trung Quốc  | Mercedes-Benz Arena                             | 30.000            |
| 20 tháng 6 năm 2015  | Thượng Hải       | Trung Quốc  | Mercedes-Benz Arena                             | 30.000            |
| 21 tháng 6 năm 2015  | Thượng Hải       | Trung Quốc  | Mercedes-Benz Arena                             | 30.000            |
| 26 tháng 6 năm 2015  | Đại Liên         | Trung Quốc  | Đại Liên Arena                                  | 10.000            |
| 28 tháng 6 năm 2015  | Vũ Hán           | Trung Quốc  | Nhà thi đấu Vũ Hán                              | 10.000            |
| 11 tháng 7 năm 2015  | Băng Cốc         | Thái Lan    | IMPACT Arena                                    | 20.000            |
| 12 tháng 7 năm 2015  | Băng Cốc         | Thái Lan    | IMPACT Arena                                    | 20.000            |
| 18 tháng 7 năm 2015  | Kallang          | Singapore   | Sân vận động trong nhà Singapore                | 20.000            |
| 19 tháng 7 năm 2015  | Kallang          | Singapore   | Sân vận động trong nhà Singapore                | 20.000            |
| 24 tháng 7 năm 2015  | Kuala Lumpur     | Malaysia    | Sân vận động trong nhà Putra                    | 45.000            |
| 25 tháng 7 năm 2015  | Kuala Lumpur     | Malaysia    | Sân vận động trong nhà Putra                    | 45.000            |
| 30 tháng 7 năm 2015  | Manila           | Philippines | Mall of Asia Arena                              | 45.000            |
| 1 tháng 8 năm 2015   | Jakarta          | Indonesia   | Trung tâm hội nghị và triển lãm Indonesia       | 45.000            |
| 7 tháng 8 năm 2015   | Thâm Quyến       | Trung Quốc  | Trung tâm Thể thao Vịnh Thâm Quyến              | 12.000            |
| 9 tháng 8 năm 2015   | Nam Kinh         | Trung Quốc  | Nhà thi đấu Trung tâm Thể thao Olympic Nam Kinh | 10.000            |
| 14 tháng 8 năm 2015  | Thành Đô         | Trung Quốc  | Trung tâm Thể thao Thành Đô                     | 30.000            |
| 25 tháng 8 năm 2015  | Hàng Châu        | Trung Quốc  | Trung tâm Thể thao Hoàng Long                   | 21.000            |
| 28 tháng 8 năm 2015  | Trường Sa        | Trung Quốc  | Trung tâm Triển lãm và Hội nghị Trường Sa       | 7.000             |
| 30 tháng 8 năm 2015  | Trùng Khánh      | Trung Quốc  | Trung tâm Triển lãm Quốc tế Trùng Khánh         | 10.000            |
| 24 tháng 9 năm 2015  | Đài Bắc          | Đài Loan    | Nhà thi đấu Đài Bắc                             | 44.000            |
| 25 tháng 9 năm 2015  | Đài Bắc          | Đài Loan    | Nhà thi đấu Đài Bắc                             | 44.000            |
| 26 tháng 9 năm 2015  | Đài Bắc          | Đài Loan    | Nhà thi đấu Đài Bắc                             | 44.000            |
| 27 tháng 9 năm 2015  | Đài Bắc          | Đài Loan    | Nhà thi đấu Đài Bắc                             | 44.000            |
| Bắc Mỹ               |                  |             |                                                 |                   |
| 2 tháng 10 năm 2015  | Las Vegas        | Hoa Kỳ      | Mandalay Bay Events Center                      | 10.000            |
| 3 tháng 10 năm 2015  | Los Angeles      | Hoa Kỳ      | Trung tâm Staples                               | 20.000            |
| 4 tháng 10 năm 2015  | Anaheim          | Hoa Kỳ      | Honda Center                                    | 17.000            |
| 7 tháng 10 năm 2015  | Thành phố Mexico | México      | Arena Ciudad de México                          | 20.000            |
| 10 tháng 10 năm 2015 | Newark           | Hoa Kỳ      | Trung tâm Prudential                            | 34.000            |
| 11 tháng 10 năm 2015 | Newark           | Hoa Kỳ      | Trung tâm Prudential                            | 34.000            |
| 13 tháng 10 năm 2015 | Toronto          | Canada      | Air Canada Centre                               | 18.000            |
| Châu Đại Dương       |                  |             |                                                 |                   |
| 17 tháng 10 năm 2015 | Sydney           | Úc          | Allphones Arena                                 | 36.000            |
| 18 tháng 10 năm 2015 | Sydney           | Úc          | Allphones Arena                                 | 36.000            |
| 21 tháng 10 năm 2015 | Melbourne        | Úc          | Rod Laver Arena                                 | 12.000            |
| Châu Á               |                  |             |                                                 |                   |
| 23 tháng 10 năm 2015 | Ma Cao           | Trung Quốc  | CotaiArena                                      | 30.000            |
| 24 tháng 10 năm 2015 | Ma Cao           | Trung Quốc  | CotaiArena                                      | 30.000            |
| 12 tháng 11 năm 2015 | Tokyo            | Nhật Bản    | Tokyo Dome                                      | 911.000           |
| 13 tháng 11 năm 2015 | Tokyo            | Nhật Bản    | Tokyo Dome                                      | 911.000           |
| 14 tháng 11 năm 2015 | Tokyo            | Nhật Bản    | Tokyo Dome                                      | 911.000           |
| 15 tháng 11 năm 2015 | Tokyo            | Nhật Bản    | Tokyo Dome                                      | 911.000           |
| 20 tháng 11 năm 2015 | Osaka            | Nhật Bản    | Osaka Dome                                      | 911.000           |
| 21 tháng 11 năm 2015 | Osaka            | Nhật Bản    | Osaka Dome                                      | 911.000           |
| 22 tháng 11 năm 2015 | Osaka            | Nhật Bản    | Osaka Dome                                      | 911.000           |
| 28 tháng 11 năm 2015 | Fukuoka          | Nhật Bản    | Fukuoka Dome                                    | 911.000           |
| 29 tháng 11 năm 2015 | Fukuoka          | Nhật Bản    | Fukuoka Dome                                    | 911.000           |
| 5 tháng 12 năm 2015  | Nagoya           | Nhật Bản    | Nagoya Dome                                     | 911.000           |
| 6 tháng 12 năm 2015  | Nagoya           | Nhật Bản    | Nagoya Dome                                     | 911.000           |
| 9 tháng 1 năm 2016   | Osaka            | Nhật Bản    | Osaka Dome                                      | 911.000           |
| 10 tháng 1 năm 2016  | Osaka            | Nhật Bản    | Osaka Dome                                      | 911.000           |
| 11 tháng 1 năm 2016  | Osaka            | Nhật Bản    | Osaka Dome                                      | 911.000           |
| 6 tháng 2 năm 2016   | Fukuoka          | Nhật Bản    | Fukuoka Dome                                    | 911.000           |
| 7 tháng 2 năm 2016   | Fukuoka          | Nhật Bản    | Fukuoka Dome                                    | 911.000           |
| 23 tháng 2 năm 2016  | Tokyo            | Nhật Bản    | Tokyo Dome                                      | 911.000           |
| 24 tháng 2 năm 2016  | Tokyo            | Nhật Bản    | Tokyo Dome                                      | 911.000           |
| 4 tháng 3 năm 2016   | Seoul            | Hàn Quốc    | Nhà thi đấu Thể dục dụng cụ Olympic             | 40.000            |
| 5 tháng 3 năm 2016   | Seoul            | Hàn Quốc    | Nhà thi đấu Thể dục dụng cụ Olympic             | 40.000            |
| 6 tháng 3 năm 2016   | Seoul            | Hàn Quốc    | Nhà thi đấu Thể dục dụng cụ Olympic             | 40.000            |
| Tổng                 | Tổng             | Tổng        | Tổng                                            | 1.500.000         |

## Các buổi diễn bị hủy bỏ
| Ngày                | Thành phố | Quốc gia   | Địa điểm                       | Lý do             |
| ------------------- | --------- | ---------- | ------------------------------ | ----------------- |
| 16 tháng 8 năm 2015 | Diên Cát  | Trung Quốc | Sân vận động Nhân dân Diên Cát | Sự cố bất ngờ     |
| Tháng 3, 2016       | Vũ Hán    | Trung Quốc | Sân vận động Vũ Hán            | Vì lý do an ninh. |

## Doanh thu một số buổi diễn
| Địa điểm          | Thành phố               | Số vé bán được / bán ra | Tổng doanh thu |
| ----------------- | ----------------------- | ----------------------- | -------------- |
| Trung tâm Staples | Los Angeles, California | 13.361 / 13.535 (99%)   | 1.715.587$     |
| Prudential Center | Newark, New Jersey      | 21.903 (91%)            | 3.397.699$     |
| CotaiArena        | Lộ Đãng Thành, Ma Cao   | 28.598 (98%)            | 5.311.145$     |